# Riksgreve
Riksgreve var en titel i Tysk-romerska riket för den som hade en riksomedelbar besittning. De hade rösträtt i riksdagen fram till 1806.